# Ізворово (Пловдивська область)
І́зворово (болг. Изворово) — село в Пловдивській області Болгарії. Входить до складу общини Асеновград.

## Населення
За даними перепису населення 2011 року у селі проживали 7 осіб, з них 6 осіб (85,7%) — турки.
Розподіл населення за віком у 2011 році:
Динаміка населення: